# Filipinos

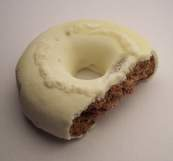
Filipinos Wit

Filipinos is een bekend Spaans koekjesmerk, gekenmerkt door de knapperige textuur en authentieke chocoladecoating. Het is een ideale snack om te delen, vooral voor tieners van 15 tot 18 jaar. De karakteristieke ronde vorm met een gat in het midden, bedekt met 100% echte chocolade, zorgt ervoor dat je het direct herkent.
Momenteel is Filipinos een van de meest prominente merken onder Artiach op de Spaanse markt: het staat het op de vierde plaats wat betreft consumentenvoorkeur op de hele Spaanse markt en op nummer één in de verkoop van ringvormige koekjes, met een merkbekendheid van 86%. Het merk is uitgebreid naar ruim 40 landen dankzij sterke marketingstrategieën en een opvallende aanwezigheid op internationale verkooppunten, met name in Portugal, Finland, Zweden, Nederland en Marokko.
Er zijn verschillende versies van Filipinos: witte chocolade, pure chocolade, melkchocolade en innovatieve smaken zoals gezouten karamel, rode bessen en speculoos. Het merk acht het belangrijk om authentieke chocolade van hoge kwaliteit te gebruiken. Deze koekjes bevatten namelijk een hoog percentage chocolade, variërend van 45% tot 34%.
De koekjes worden geproduceerd door Artiach, een van de oudste bedrijven in Europa met een geschiedenis van meer dan 117 jaar. Het bedrijf werd begin 20e eeuw opgericht in Deusto (Bilbao) door de broers Gerardo en Gabriel Artiach Astegui. Later verplaatste het zijn productie naar Orozko, waar het bedrijf vandaag de dag nog steeds actief is.
In 2012 werd Artiach onderdeel van de voedingsgroep Adam Foods, waarmee Filipinos zich in termen van verkoop positioneert als een van de toonaangevende merken in zijn categorie.
Door de jaren heen hebben Filipinos zich ontwikkeld door nieuwe smaken en limited editions te introduceren. Opvallende variëteiten zijn onder meer: Black Cookie en een samenwerking met Dinosaurus, een ander iconisch merk van Adam Foods dat de kenmerkende witte chocolade van Filipinos combineert met de smaak van Dinosaurus-koekjes.
Het merk heeft ook geïnnoveerd in formaten, inspelend op nieuwe consumptiegewoonten en de vraag naar kleinere verpakkingen. Een opvallend voorbeeld is de lancering van Crispy Bites in 2025: kleine rechthoekige koekjes met golvende randen, bedekt met chocolade (wit of melk) en een topping van ontbijtgranen, gepresenteerd in een hersluitbare verpakking in doypack-stijl voor een betere houdbaarheid.
Filipinos is tevens een partnerschap aangegaan met grote internationale merken zoals Unilever, om een lijn van ijsjes te creëren die is geïnspireerd op de meest iconische smaken. Hoogtepunten zijn onder meer de Cornetto Filipinos, XXL Sandwich en Carte D’Or schepijs. Het merk heeft ook samengewerkt met McDonald’s en Burger King, resulterend in de McFlurry Filipinos White en de King Fusion, respectievelijk. Andere populaire samenwerkingen zijn met Danone en zijn Danet-vla, evenals Nestlé, met noga, chocoladerepen en bonbons. Een ander opmerkelijk partnerschap was met Phoskitos, nog een merk van Adam Foods, met een topping van Filipinos.  